# Auferstehungskirche (Viernheim)

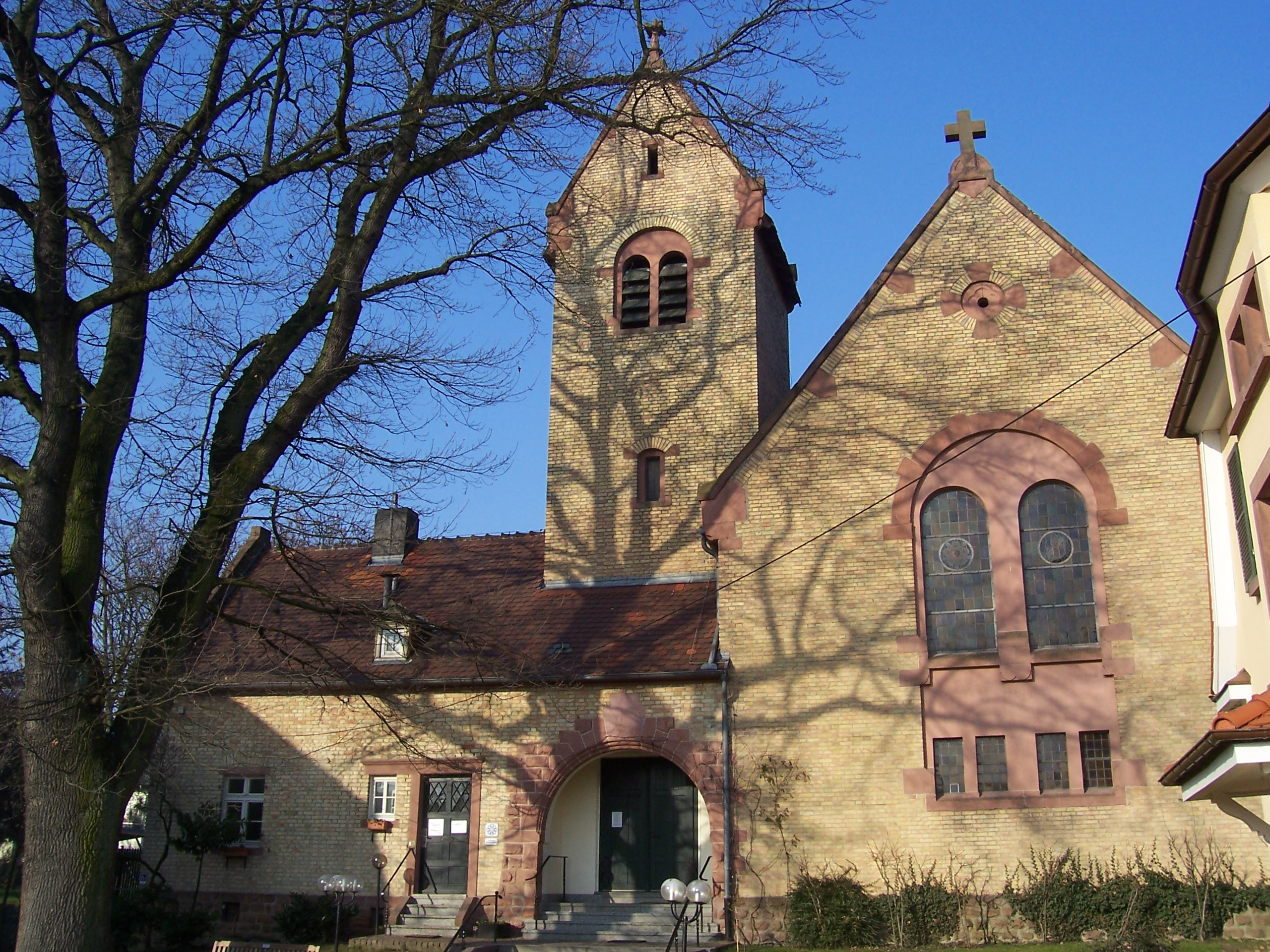
Auferstehungskirche Viernheim

Die evangelische Auferstehungskirche am Berliner Ring (daher auch „Ringkirche“ genannt) in Viernheim wurde Anfang des 20. Jahrhunderts im Heimatstil errichtet.

## Geschichte
1890 wurde für die damals noch kleine evangelische Minderheit in Viernheim eine Filialgemeinde der Kirchengemeinde Lampertheim gegründet. Die Gottesdienste fanden anfangs einmal im Monat, dann alle zwei Wochen im Beratungszimmer des Gemeinderats statt, das ihnen von der Gemeinde Viernheim unentgeltlich überlassen wurde. Nachdem die Anzahl der Evangelischen in Viernheim um 1900 auf 300 angewachsen war, wurden erste Überlegungen für den Bau einer eigenen Kirche angestellt. Nach Plänen des Architekten Reinhardt Has aus Darmstadt wurde das Kirchengebäude errichtet und im Advent 1902 eingeweiht. 1914/1915 wurde ein Pfarrhaus mit Schwesternstation neben der Kirche gebaut.
Im Jahr 1917 wurde zum 400. Reformationsjubiläum eine Luthereiche aus einem Setzling von Martin Luthers Grundstück in Wittenberg vor der Kirche gepflanzt. Mittlerweile ist der prächtige Baum ein Naturdenkmal.
1966 erhielt die Kirche ihren jetzigen Namen. Für die evangelischen Einwohner im Westen der Stadt wurde 1968 ein Gemeindezentrum, die Christuskirche, errichtet. 1993 wurde die Gemeinde aufgeteilt; die Christuskirchengemeinde und die Auferstehungsgemeinde sind seitdem selbständig. Beide Gemeinden pflegen gute Kontakte miteinander und haben gemeinsame Arbeitsfelder: Kirchenmusik, Jugendarbeit und die Frauenhilfe. 2021 wurden beide Kirchenvorstände gemeinsam in der Auferstehungskirche in ihr Amt eingeführt. Die Gemeinden gehören zum Dekanat Bergstraße in der Propstei Starkenburg der Evangelischen Kirche in Hessen und Nassau.

## Ausstattung
Markant sind die beiden großen Fenster an der Südseite neben dem Eingang. Auf dem von innen gesehen rechten Fenster ist eine Lutherrose, auf dem linken Fenster das Wappen des schwedischen Königs Gustav Adolf abgebildet. Denn das Gustav-Adolf-Werk ermöglichte in den Anfängen den Bau der Auferstehungskirche. 
Die Orgel mit 18 Registern wurde 1985 vom Orgelbaumeister Dieter Noeske aus Rotenburg an der Fulda gebaut.
Zum 100-jährigen Jubiläum 2002 gestaltete der Künstler Peter Schöffel aus Worms den Altarraum neu. Das rund sieben Meter hohe gebogene Kreuz aus einem Rohr ist durch einen Vers aus dem Buch des Propheten Jesaja inspiriert: „Das geknickte Rohr wird er nicht zerbrechen ...“ (Jes 42,3 ).